# Policijsko nasilje
Policijsko nasilje (policijska brutalnost) je namerna uporaba pretirane sile, po navadi fizične, opravljene med dejavnostjo kazenskega pregona nad prebivalstvom. Ta vrsta vedenja vključuje tudi verbalne napade in psihično ustrahovanje s strani policista (policistke).
Policijsko nasilje (policijska brutalnost) je razširjeno v mnogih državah, tudi v tistih državah katerih to početje kazensko preganjajo. To je ena od mnogih oblik policijskih kršitev, ki vključujejo: neutemeljeno aretacijo; ustrahovanje; rasizem; politično zatiranje; zlorabo nadzora; spolne zlorabe in policijske korupcije. Čeprav so policijske kršitve nezakonite, se pogosto pojavljajo in jh je težko odpraviti.

## Zgodovina
Izraz "policijska brutalnost" je bila v uporabljena že leta 1872 v Ameriškem častniku (Chicago Tribune), ki je poročal o nasilju nad civilisti v priporu na policijski postaji (Harrison street).
Izvor 'sodobnega' policijskega dela, ki temelji na pooblastilih iz strani države, lahko zasledimo zaradi različnih dogodkov, ki so se zgodili že v sedemnajstem in 18. stoletju v Franciji. Moderni policijski oddelki pa so se v večini držav začeli ustanavljati šele v devetnajstem in dvajsetem stoletju. Primeri policijske brutalnosti so bili v tistem času še bolj pogosti kot danes, saj je to bil v tistem času del vsakdana (mlatenje civilistov s strani patrolnih stražnikov, ki so bili oboroženi z gumijevkami in gorjačami). Najobsežnejši napadi iz strani policistov nad civilisti so bili povezani z delom (stavke), kot so bile: Great Railroad Strike leta 1877(stavka železnice);  Lawrence textile strike leta 1912 (stavka tekstilne tovarne); Steel strike v letu 1919 (stavka industrije jekla).
Res je da v današnjem času le del populacije razume policiste kot zatiralce. Poleg tega obstaja vtis, da žrtve policijske brutalnosti pogosto pripadajo relativno nemočnim skupinam, kot so manjšine, invalidi, mladi in revni.
Po podatkih, ki so jih zbral na Uradu za pravne statistike (Bureau of Justice Statistics) (2011), med letoma 2003 in 2009, na bi  vsaj 4,813% ljudi umrlo v postopku aretacije lokalne policije. Smrtnih primerov, ki so bili prepoznani kot uporaba smrtne sile s strani policije, 2,876% od katerih je bilo kar 57,1% umrlih ljudi temnopoltih.

## Vzroki
Policisti imajo pravno dovoljenje za uporabo sile, zato tako njihovi nadrejeni kot civilisti to od njih tudi pričakujejo. Glede na študijo Jerome Herbert Skolnicka, mnogo policistov, ki se ukvarjajo s hujšimi problemi družbe, lahko razvijejo nadrejen odnos in obnašanje nad družbo, v veliko primerih policisti menijo da so nad zakonom.
Obstaja ogromno razlogov, zakaj so policisti lahko včasih preveč agresivni. Domneva se, da so zaradi določenih osebnostnih lastnosti nekateri policisti pač bolj dovzetni za uporabo prekomerne sile kot drugi. V eni študiji so policijski psihologi anketirali (intervjuvali) policiste, ki so že uporabljali prekomerno silo. Informacije, katere so raziskovalci pridobili na podlagi anketiranja so jim omogočili, da so ustvarili pet določenih tipov policistov, od katerih je bil samo en tip podoben stereotipu slabega jabolka.
Ti tipi vključujejo motnje osebnosti; doživeto travmatično izkušnjo povezano z delom; mladi in neizkušeni policisti (macho policisti); policisti, ki se učijo neprimerno patruljiranje in policisti z osebnimi težavami. Schrivers kategorizira policiste na skupine in ob tem loči skupino, katera bo najverjetneje uporabila prekomerno silo. Poročilo Royal Canadiana vidi problem v tem, da večina policijskih organizacij in njihova vodstva za te izpade (prekomerne sile) krivijo korupcijo posameznikov in individualne napake, kot so psihologija posameznika, njegovo obnašanje itd., namesto da bi iskali napake v sistemu. Poročilo navaja naslednje sistemske napake kot so:
- Pritiski, da morajo policisti biti v skladu s policijsko subkulturo (Blue Code of Silence), katera naj bi določala, da se ščiti interese policistov, ki so zlorabili policijska pooblastila in določala perspektivo, da so civilisti (zunanji) sumljivi in da jim ni mogoče zaupati (mi-oni)[9].
- Poveljevanja in kontrolne strukture s togo hierarhičnem temelju (rezultati raziskav namigujejo da bolj toga je hierarhija manj etičnega odločanja lahko zasledimo v taki organizaciji).
- Pomanjkljivosti v odgovornosti notranjih mehanizmov (tukaj so vključeni postopki notranje preiskave).

Uporaba sile v policiji je zapisana v številnih jurisdikcijah, kjer je napisano tudi kolikšno silo je potrebno uporabiti in v katerih primerih je potrebno odreagirati na določen način, glede na obnašanje kršitelja (kontinuum sile). Ta pooblastila jim daje država Republika Slovenija.
Nasilje, ki ga uporablja policije je lahko pretirana, čeprav je zakonita, še posebej v kontekstu politične represije. Dejansko se policijska brutalnost pogosto uporablja za sklicevanje nasilja s strani policije, ki se uporablja za doseganje politično zaželenih koncev, čeprav se nobena sila ne bi smela uporabiti glede na visok standard družbenih vrednot in kulturnih norm v družbi.
Študije kažejo, da je na svetu ogromno policistov, ki verjamejo da pravni sistem ne deluje pravilno in tako vzamejo stvari v svoje roke. Ti policisti so znani kot "vigilante" oziroma kot ljudje, ki mislijo da si osumljenci ali osebe v kazenskem postopku zaslužijo večjo kazen, ki jim jo namenja naš pravni sistem.
Med preganjanjem osumljencev (ali z avtom ali v teku), lahko policisti postanejo zelo jezni in polni adrenalina, kateri jim lahko zamegli presojo ko končno osumljenca tudi ujamejo. Rezultat slabe ocene in povišanega čustvenega stanja je seveda neprimerna uporaba sile.

## Kako merimo policijsko nasilje?
Policijsko nasilje (policijska brutalnost) se meri glede na število ljudi kateri so pretirano silo doživeli ali pa so jo videli, kakor tudi glede na porote, katere so bile zraven ob sojenju policistom za uporabo prekomerne sile. Tako je zato, saj ne obstaja način kako bi količinsko določil uporabo prekomerne sile za posamezne situacije. Policijsko nasilje je seveda relativno na situacijo v kateri se človek (osumljenec) upira. Od ljudi, ki so bili obravnavani zaradi policijskega nasilja, jih je samo 12% menilo da so se upirali. Čeprav uporaba sile ne more biti kvalificirana, je pa zato lahko merjena glede na raso, spol in starost. Temnopolti, ženske in mlajši ljudje bodo najverjetneje imeli več negativnih mnenj glede uporabe prekomerne sile kot belci, moški in ljudje v srednjih letih.